# 勒内·居约
勒内·居约（法語：René Guyot，1882年—？），法国男子射击运动员。他曾代表法国参加1900年夏季奥林匹克运动会射击比赛，获得不定向飞靶银牌。